# Rue du Pic-de-Barrette
La rue du Pic-de-Barrette est une voie du 15e arrondissement de Paris, en France.

## Situation et accès
La rue du Pic-de-Barrette est une voie publique située dans le 15e arrondissement de Paris. Elle débute au 30, rue Cauchy et se termine au 31, rue de la Montagne-de-l'Espérou.

## Origine du nom
Elle porte le nom du pic de Barrette, un sommet de la région des Cévennes.

## Historique
La voie est créée dans le cadre de l'aménagement de la ZAC Citroën-Cévennes sous le nom provisoire de « voie BC/15 » et prend sa dénomination actuelle par un arrêté municipal du 10 avril 1989.